# فائض القاعدة
يشير مصطلح فائض القاعدة أو زيادة القاعدة (بالإنجليزية: Base excess)‏ وعجز القاعدة أو نقص القاعدة (بالإنجليزية: base deficit)‏ في علم وظائف الأعضاء إلى فائض أو عجز، على التوالي، في كمية القاعدة الموجودة في الدم. وعادة ما يتم التعبير عن القيمة في شكل وحدة تركيز ميليمول/لتر، مع وجود أرقام موجبة تشير إلى وجود فائض في القاعدة وأرقام سالبة تشير للعجر. تُعبر المجالات المرجعية النموذجية عن زيادة القاعدة بصيفة −2 إلى +2 ممل/ل
تساعد مقارنة فائض القاعدة مع المدى المرجعي في تحديد ما إذا كان اضطراب الحمض/القاعدة ناتجًا عن مشكلة في الأيض/الجهاز التنفسي أو كليهما. في الوقت الذي يحدد فيه ثاني أكسيد الكربون دور العامل التنفسي في توازن الحمض/القاعدة، فإن فائض القاعدة يحدد العامل الأيضي. ووفقا لذلك يتم تحديد قياس فائص القاعدة، تحت ضغط موحد لثاني أكسيد الكربون، عن طريق معاير العودة إلى درجة الحموضة القياسة في الدم القياسية (7.40).
المادة القاعدية السائدة التي تسهام في فائض القاعدة هي البيكربونات، وبالتالي فإن انحراف نسبة بيكربونات الدم عن المجال المرجعي يعكس عادةً انحراف في فائض القاعدة. ومع ذلك فإن فائض القاعدة هو قياس أكثر شمولاً، يشمل جميع المساهمات الأيضية.

## التعريف
يُعرّف فائض القاعدة بأنه مقدار الحمض القوي الذي يجب إضافته إلى كل لتر من الدم المؤكسج تمامًا لإعادة الأس الهيدروجيني إلى 7.40 عند درجة حرارة 37 درجة مئوية وضغط ثاني أكسيد الكربون الجزئي 40 مم زئبقي (5.3 كيلو باسكال). ويمكن تعريف عجز اقاعدة (أي الزيادة السلبية للقاعدة) بالمقابل من حيث كمية القاعدة القوية التي يجب إضافتها.
ويمكن إجراء تمييز إضافي بين فائض القاعدة الفعلي والقياسي: فالفائض الفعلي موجود في الدم، في حين أن الفائض القياسي يُمثل القيمة عندما يكون الهيموغلوبين 5 جم / ديسيلتر. هذا الأخير يعطي رؤية أفضل للقاعدة للسائل خارج خلوي ككل.
تم إدخال مصطلح ومفهوم فائض القاعدة لأول مرة بواسطة Poul Astrup و Ole Siggaard-Andersen في عام 1958.

## التقييم
يمكن تقييم فائض القاعدة (Base excess) من تركيز البيكربونات ([-HCO3]) في الدم والأس اهيدروجيني (pH) بالمعادلة:
{\displaystyle Base~excess=0.93\times \left(\left[HCO_{3}^{-}\right]-24.4+14.8\times \left(pH-7.4\right)\right)}
with units of mEq/L. The same can be alternatively expressed as
{\displaystyle Base~excess=0.93\times [HCO_{3}^{-}]+13.77\times pH-124.58}
الحساب باستخدام معادلة هندرسون-هاسلبالخ:
{\displaystyle pH=pK+log{\frac {[HCO_{3}^{-}]}{[CO_{2}]}}}
وتكون النتيجة النهائية:
{\displaystyle BE=0.02786\times PaCO_{2}\times 10^{(pH-6.1)}+13.77\times pH-124.58}

## التفسير
فائض القاعدة المجال المرجعي يشير إلى
- القلاء الأيضي إذا كان الفائض مرتفعًا جدًا (أكثر من +2 ملمول / لتر)
- الحماض الأيضي إذا كان منخفضًا جدًا (أقل من −2 ملمول / ل)

يتم تحديد الأس الهيدروجيني للدم من خلال كل العامل الأيضي، ويقاس بفائض القاعدة، والعامل التنفسي، ويقاس بواسطة ضغط ثاني أكسيد الكربون الجزئي. في كثير من الأحيان يؤدي الاضطراب في أحد العاملين إلى تعويض جزئي في العامل الآخر. ويمكن تحديد العملية الثانوية (التعويضية) بسهولة، وذلك لأنها تعارض (تعوض) الانحراف المرصود في الأس الهيدروجيني للدم.
على سبيل المثال، في حالة نقص التهوية، وهي مشكلة في الجهاز التنفسي، يحدث تراكم لثاني أكسيد الكربون، وبالتالي يحدث حماض تنفسي. تحاول الكلى التصدي (التعويض) لهذا الحماض عن طريق رفع بيكربونات الدم، ويكون تعوض الكلى تعويض جزئي فقط، لذلك قد يكون المريض لا يزال لديه درجة منخفضة من حماض (حموضة) الدم. باختصار، تعوض الكلى جزئياً عن الحماض التنفسي عن طريق رفع بيكربونات الدم.
يمثل الفائض الكبير في القاعدة في شكل قلاء أيضي، وعادة ما ينطوي على فائض في البيكربونات. ويمكن أن يكون سببه
- تعويض الحماض التنفسي الأولي
- خسارة مفرطة في حمض المعدة عن طريق التقيؤ
- زيادة إفراز الكلية للبيكربونات، سواء في قلاء الانكماش أو داء كوشينغ

عادة ما ينطوي عجز القاعدة (زيادة سلبية للقاعدة) وبالتالي الحماض الأيضي إما على إفراز البيكربونات أو تحييد (معادلة) البيكربونات بواسطة الأحماض العضوية الزائدة. تشمل الأسباب الشائعة ما يلي
- التعويض عن القلاء التنفسي الأولي
- الحماض الكيتوني السكري، حيث يتم إنتاج مستويات عالية من أجسام الكيتون الحمضية
- الحماض اللاكتيكي، بسبب التمثيل الغذائي اللاهوائي أثناء ممارسة التمارين الرياضية الثقيلة، أو بسبب نقص الأكسجين
- الفشل الكلوي المزمن، والذي يمنع إفراز الحمض وإعادة امتصاص وإنتاج البيكربونات
- الإسهال، حيث تفرز كميات كبيرة من البيكربونات
- تناول السموم مثل الميثانول أو الإيثيلين جليكول أو التناول المفرط للأسبرين

تعتبر الفجوة الأنيونية في الدم مفيدة في تحديد ما إذا كان سبب عجز القاعدة هو إضافة الحمض أو فقدان البيكربونات.
- يشير عجز القاعدة مع وجود فجوة أنيونية مرتفعة إلى إضافة الحمض (مثل الحماض الكيتوني).
- يشير عجز القاعدة مع وجود فجوة أنيونية طبيعية إلى فقدان البيكربونات (مثل الإسهال).